# Scambus longicorpus
Scambus longicorpus är en stekelart som beskrevs av Walley 1960. Scambus longicorpus ingår i släktet Scambus och familjen brokparasitsteklar. Utöver nominatformen finns också underarten S. l. occidentalis.